# Ärkebiskop av Uppsala

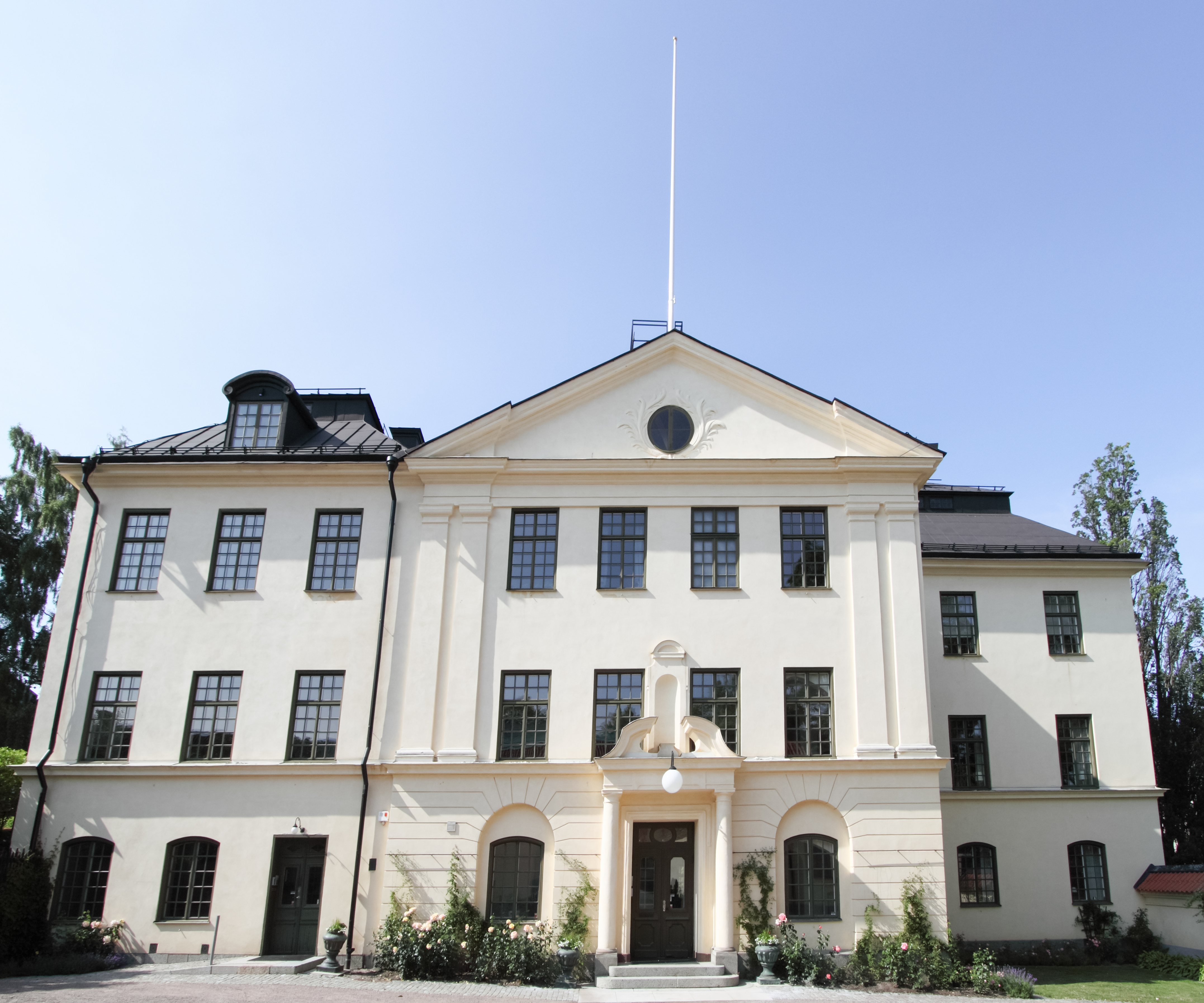
Ärkebiskopsgården i Uppsala

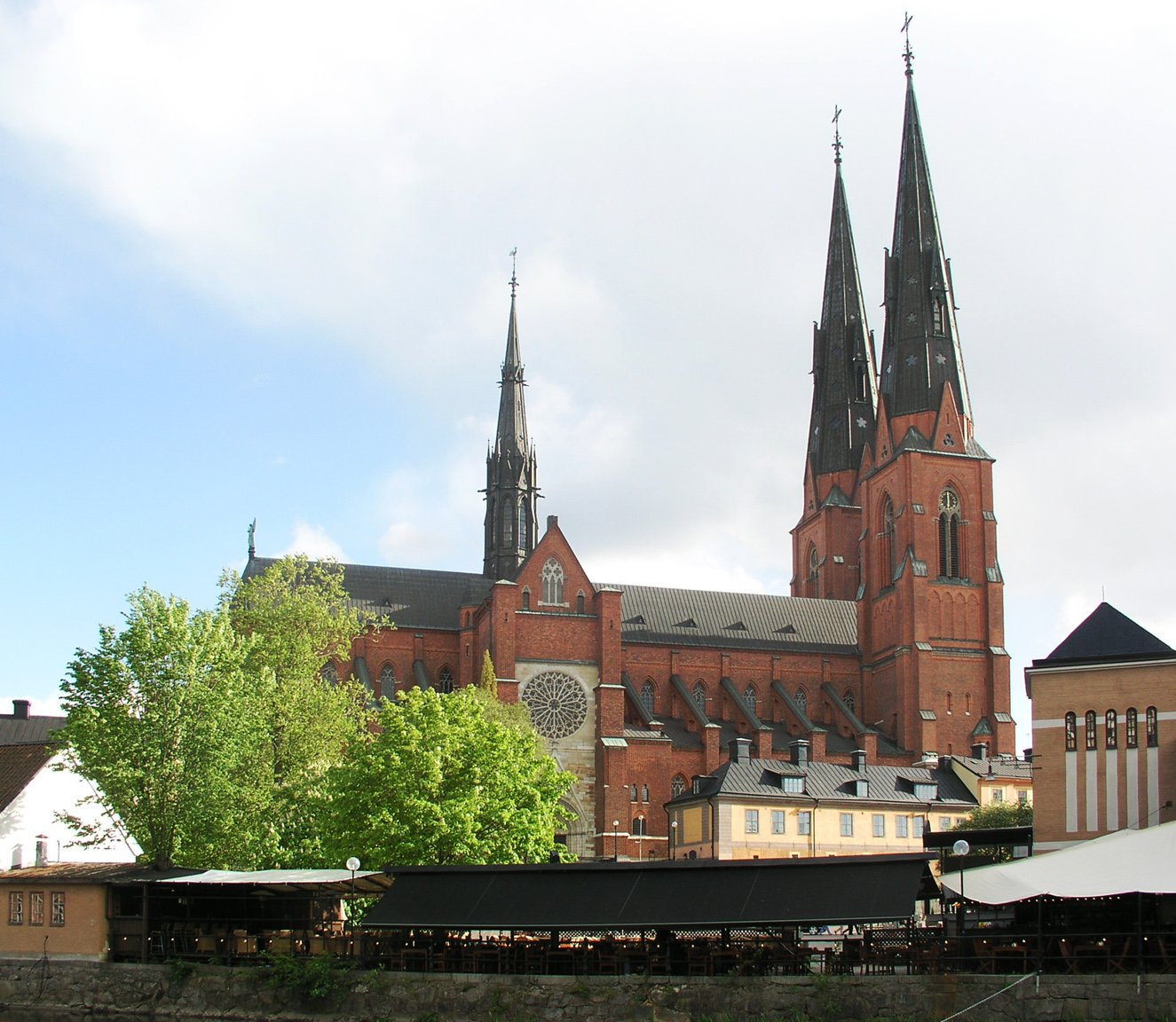
Uppsala domkyrka

Ärkebiskopen av Uppsala är Svenska kyrkans primas och främsta företrädare. Ärkebiskopen och biskopen av Uppsala leder tillsammans Uppsala stift. Ärkebiskopen ansvarar själv för Uppsala kontrakt och ledningen av domkapitlet. Ärkebiskopen är ordförande i Svenska kyrkans kyrkostyrelse, i biskopsmötet, Kyrkomötets läronämnd och är kyrkans ledande företrädare i förhållande till andra samfund, nationellt och internationellt, samt kyrkans främsta röst i samhällsdebatten. Ärkebiskopsämbetet har under 1900-talet allt mer utvecklats till  en nationell ledningsfunktion för Svenska kyrkan.
Sedan 1990 har Uppsala stift två biskopar; ärkebiskopen och stiftsbiskopen. Nya ärkebiskopar tas sedan 1990-talet emot vid en mottagningsgudstjänst i Uppsala domkyrka under stor samverkan av kyrkoledare från andra kyrkor.

## Historik

### Den katolska tiden
Det har funnits biskopar i Uppsala sedan kung Inge den äldres regeringstid på 1100-talet. Biskopssätet låg ursprungligen i Gamla Uppsala, ett par kilometer norr om den nuvarande staden. Både ärkestiftet och relikerna efter kung Erik den helige flyttades till dagens Uppsala år 1273. 
Uppsalabiskoparna stod under ärkebiskopen av Hamburg-Bremen tills Uppsala upphöjdes till ärkestift 1164. Ärkebiskopen i Lund (som då tillhörde Danmark) var då som primas i Sverige, vilket innebär att han utsåg och biskopsvigde Uppsalas ärkebiskop, samt överräckte pallium som tecken på hans värdighet.
För att bli självständig från Lund reste Folke Johansson Ängel år 1274 till Rom för att prästvigas direkt av påven. Ärkebiskop Folkes exempel följdes av andra, och år 1318 blev Olov Björnsson den sista Uppsalabiskopen att vigas i Lund. Under Jöns Bengtssons biskopstid fick uppsalabiskoparna år 1457 påvens tillstånd att fungera som primas för Sverige, och Lunds överhöghet var därmed helt bruten.

### Reformationen
År 1531 tog kung Gustav Vasa makten över biskopsutnämningen från påven, och inledde därmed reformationen i Sverige. Vasa utsåg Laurentius Petri till sin ärkebiskop av Uppsala, och tillsammans fortsatte de att leda den process som så småningom ledde till att Sverige fick en luthersk statskyrka.

## Lista över ärkebiskopar av Uppsala stift

### Katolska ärkebiskopar av Uppsala katolska ärkestift
1. Stefan 1164–1185
2. Johannes 1185–1187
3. Petrus 1187–1197
4. Olof Lambatunga 1198–1206
5. Valerius 1207–1219
6. Olof Basatömer 1224–1234
7. Jarler 1236–1255
8. Laurentius 1257–1267
9. Folke Johansson (Ängel) 1274–1277
10. Jakob Israelsson 1278–1281
11. Magnus Bosson 1285–1289
12. Johan 1290–1291
13. Nils Allesson 1295–1305
14. Nils Kettilsson 1308–1314
15. Olof Björnsson 1315–1332
16. Peter Filipsson 1332–1341
17. Heming Nilsson 1342–1351
18. Peter Tyrgilsson 1351–1366
19. Birger Gregersson 1367–1383
20. Henrik Karlsson 1383–1408
21. Jöns Gerekesson 1408–1422
22. Johan Håkansson 1422–1432
23. Olof Larsson 1432–1438
24. Nils Ragvaldsson 1438–1448
25. Jöns Bengtsson (Oxenstierna) 1448–1467
26. Jakob Ulfsson 1469–1515
27. Gustaf Trolle 1515–1521
28. Johannes Magnus 1523–1531 (i exil i Rom från 1526)
29. (Olaus Magnus) 1544–1557 (i exil i Rom)

### Evangelisk-lutherska ärkebiskopar i Uppsala stift
1. Laurentius Petri Nericius 1531–1573
2. Laurentius Petri Gothus 1574–1579
3. Andreas Laurentii Björnram 1583–1591
4. Abraham Angermannus 1594–1599
5. Nicolaus Olai Bothniensis 1599–1600
6. Olaus Martini 1601–1609
7. Petrus Kenicius 1609–1636
8. Laurentius Paulinus Gothus 1637–1646
9. Johannes Canuti Lenaeus 1647–1669
10. Laurentius Stigzelius 1670–1676
11. Johannes Baazius d.y. 1677–1681
12. Olof Svebilius 1681–1700
13. Erik Benzelius den äldre 1700–1709
14. Haquin Spegel 1711–1714
15. Mattias Steuchius 1714–1730
16. Johannes Steuchius 1730–1742
17. Erik Benzelius den yngre 1742–1743
18. Jakob Benzelius 1744–1747
19. Henric Benzelius 1747–1758
20. Samuel Troilius 1758–1764
21. Magnus Beronius 1764–1775
22. Carl Fredrik Mennander 1775–1786
23. Uno von Troil 1786–1803
24. Jacob Axelsson Lindblom 1805–1819
25. Carl von Rosenstein 1819–1836
26. Johan Olof Wallin 1837–1839
27. Carl Fredrik af Wingård 1839–1851
28. Hans Olof Holmström 1852–1855
29. Henrik Reuterdahl 1856–1870
30. Anton Niklas Sundberg 1870–1900
31. Johan August Ekman 1900–1913
32. Nathan Söderblom 1914–1931
33. Erling Eidem 1931–1950
34. Yngve Brilioth 1950–1958
35. Gunnar Hultgren 1958–1967
36. Ruben Josefson 1967–1972
37. Olof Sundby 1972–1983
38. Bertil Werkström 1983–1993
39. Gunnar Weman 1993–1997
40. K.G. Hammar 1997–2006
41. Anders Wejryd 2006–2014
42. Antje Jackelén 2014–2022
43. Martin Modéus 2022–